# On Parole
Az On Parole album a brit Motörhead zenekar első stúdiófelvétele, melyet 1975 és 1976 fordulóján készítettek. A hanganyagot az első Motörhead nagylemeznek szánták, de a kiadó egészen 1979 végéig nem jelentette meg, csak amikor a Motörhead már befutott csapatnak számított. Az ezen a lemezen szereplő dalok egy része megtalálható az 1977-es debütáló Motörhead albumon is újravett formában.

## Története
A Motörhead 1975 szeptemberében kapott lemezszerződést a United Artist kiadótól. Szintén a United Artists volt a kiadója a Motörhead frontember Ian 'Lemmy' Kilmister előző zenekarának a Hawkwindnek. A szerződéskötés után a dél-walesi Monmouth-ba utaztak, hogy a Rockfield stúdióban Dave Edmunds producerrel felvegyék a lemezre szánt dalokat. Edmunds-al mindössze négy számot rögzítettek, mivel a producer időközben leszerződött a Led Zeppelin kiadójához (Swan Song) és távozott. A lemezt végül Fritz Fryerrel fejezték be. Az Edmunds-session dalai először az On Parole 1997-es CD újrakiadására kerültek fel.
A felvételek közben nem csak producert, hanem dobost is cseréltek. Az eredeti dobost Lucas Foxot kirúgták és a helyére Phil 'Philthy Animal' Taylor került, aki végül a teljes albumot újra feljátszotta a "Lost Johnny" kivételével. Három dalt a gitáros Larry Wallis énekel, ezek az "On Parole", a "Vibrator" és a "Fools", melyeket egyúttal ő is írt. A "City Kids" szintén Wallis szerzemény és előző zenekarával a Pink Fairies-el játszották is korábban, a "Iron Horse/Born to Lose" dalt pedig Phil Taylor hozta a lemezre. A "Motorhead", a "The Watcher" és a "Lost Johnny" dalokat Lemmy eredetileg a Hawkwind számára írta – utóbbi kettő lemezen is megjelent 1972-ben illetve 1974-ben. A "Leaving Here" a híres Motown szerzőhármas Lamont Dozier, Brian Holland és Edward Holland dalának feldolgozása.
Az On Parole album a kiadó döntése alapján nem jelenhetett meg a felvétel időszakban, mivel nem hitték, hogy sikeres lehet. Kiadására csak azután került sor, hogy a Motörhead egy másik lemeztársaságnál (Bronze Records) 1979-ben az Overkill és a Bomber albumokkal kereskedelmileg is sikeressé vált. A zenekar ekkor már nem járult hozzá az On Parole kiadásához, bár sokat nem tehettek ellene. Az albumon szereplő dalok többségét 1977-ben újra felvették a debütáló Motörhead album számára, akkor már 'Fast' Eddie Clarke gitárossal és végig Lemmy énekével.
Az on parole kifejezés az angol/amerikai szlengben azt a helyzetet jelenti, amikor a börtönből egy rabot még a rá kirótt büntetési idő letelte előtt – például jó magaviseletéért – feltételesen szabadlábra helyeznek (a magyar köznyelv szerint harmadolják a büntetését).

## Az album dalai

### Eredeti kiadás
Első oldal
1. "Motorhead" (Ian 'Lemmy' Kilmister) – 2:57
2. "On Parole" (Larry Wallis) – 5:38
3. "Vibrator" (Wallis, Des Brown) – 2:53
4. "Iron Horse/Born to Lose" (Phil 'Philthy Animal' Taylor, Mick Brown, Guy 'Tramp' Lawrence) – 5:17

Második oldal
1. "City Kids" (Wallis, Duncan Sanderson) – 3:43
2. "Fools" (Wallis, D.Brown) – 5:35
3. "The Watcher" (Kilmister) – 4:50
4. "Leaving Here" (Holland, Dozier, Holland) – 2:56
5. "Lost Johnny" (Kilmister, Mick Farren) – 3:31

### Bónusz felvételek az 1997-es újrakiadáson
1. "On Parole" (Wallis) [alternatív változat] – 6:58
2. "City Kids" (Wallis, Sanderson) [alternatív változat]  – 3:48
3. "Motorhead" (Kilmister) [alternatív változat] – 2:48
4. "Leaving Here" (Holland, Dozier, Holland) [alternatív változat] – 3:01

## Közreműködők
- Ian 'Lemmy' Kilmister – basszusgitár, ének, háttérvokál
- Larry Wallis – gitár, ének, háttérvokál
- Phil 'Philthy Animal' Taylor – dobok
- Lucas Fox – dobok a "Lost Johnny" dalban